# Kolbøttefabrikken
Kolbøttefabrikken er en dansk spillefilm om livet på et psykiatrisk hospital instrueret af Morten Boesdal Halvorsen.
Filmen havde premiere 29. maj 2014 i Danmark.

## Priser
- Nomineret til Svendprisen 2014 for Årets Danske Film.
- Nomineret til Svendprisen 2014 for Bedste Kvindelige Hovedrolle
- Nomineret til Svendprisen 2014 for Bedste Mandlige Hovedrolle

## Medvirkende
- Paprika Steen som Acacia
- Ole Boisen som Dr. Bergstrøm, overlæge
- Mia Lyhne som Anette, oversygeplejerske
- Allan Hyde som Frank, medicinstuderende
- Zlatko Buric som Omar, patient
- Mick Øgendahl som Mikael
- Simon Jul Jørgensen som Hasse, patient
- Mads Koudal som Forsvarer
- Jesper Asholt som Dr. Selmer, retslæge
- Jens Andersen som Anklager
- Vigga Bro som Dommer

## Modtagelse
Filmen fik flere middelmådige anmeldelser, bl.a. to ud af seks stjerner fra Soundvenue og Filmmagasinet Ekko, tre stjerner i Berlingske og fire ud af seks i DR P1 Filmland.
Den 3. august 2018 blev filmen taget op i den satiriske podcast Dårligdommerne, hvor den også fik meget kritik. Dommerne tildelte Allan Hyde podcastens såkaldte "Søren Bregendal-pris" på en positiv note, og valgte enstemmigt ikke at anbefale filmen.